# Julian Skrzat
Julian Skrzat (ur. 7 stycznia 1897 w Nisku, zm. 2 maja 1954 w Nottingham) – major pilot Wojska Polskiego, dowódca 5. eskadry wywiadowczej, 65. eskadry bombowej, 66. eskadry towarzyszącej i IV/5 Dywizjonu Towarzyszącego, żołnierz Polskich Sił Powietrznych.

## Życiorys
Do odrodzono Wojska Polskiego wstąpił w styczniu 1919 r., otrzymał przydział do 2. pułku piechoty. W jego składzie wziął udział w wojnie polsko-ukraińskiej, brał udział w obronie Przemyśla. Po zakończeniu działań wojennych pozostał w Wojsku Polskim. W 1921 r. został skierowany na kurs do Szkoły Podoficerów Młodszych, następnie został promowany na stopień podporucznika. Służył w 23. pułku piechoty, następne w 39. pułku. Zgłosił się do służby w lotnictwie. 
1 maja 1924 r. został mianowany dowódcą 5. eskadry wywiadowczej. W maju 1925 r. został oddelegowany na kurs dowódców eskadr i dywizjonów w Grudziądzu, szkolenie zakończył w listopadzie. 17 grudnia 1924 r. został awansowany na stopień kapitana. Został skierowany do nowo tworzonej 36. eskadry lotniczej, objął jej dowództwo. Ostatecznie do sformowania 36. eskadry nie doszło, 6 maja 1926 r. został skierowany do 112. eskadry myśliwskiej. 19 marca 1927 r. został przeniesiony do 34. eskadry lotniczej, 3 października 1928 r. otrzymał przydział do 3. pułku lotniczego. Już 1 listopada został skierowany do Lotniczej Szkoły Strzelania i Bombardowania, gdzie służył do 1 września 1930 r.
W kwietniu 1933 r. został mianowany dowódcą 65. eskadry bombowej. 22 października 1934 r. została sformowana 66. eskadra towarzysząca, jej dowódcą został mianowany Julian Skrzat. W 1937 r., z drugą lokatą w korpusie oficerów lotnictwa, został mianowany majorem. W 1938 r. został mianowany dowódcą IV/5 Dywizjonu Towarzyszącego.
Wybuch II wojny światowej zastał go na stanowisku oficera kompanii portowej w 5 Bazie Lotniczej w Wilnie. Po zakończeniu kampanii wrześniowej został internowany na terenie Łotwy, następnie przedostał się do Wielkiej Brytanii. Wstąpił do Polskich Sił Powietrznych, otrzymał numer służbowy RAF P-1242. Po zakończeniu II wojny światowej nie zdecydował się na powrót do Polski. Zmarł 2 maja 1954 r. w Nottingham, został pochowany 5 maja na Nottingham Southern Cemetery.

## Ordery i odznaczenia
- Polowa Odznaka Pilota
- Medal Lotniczy – czterokrotnie[13]